# Blue Earth

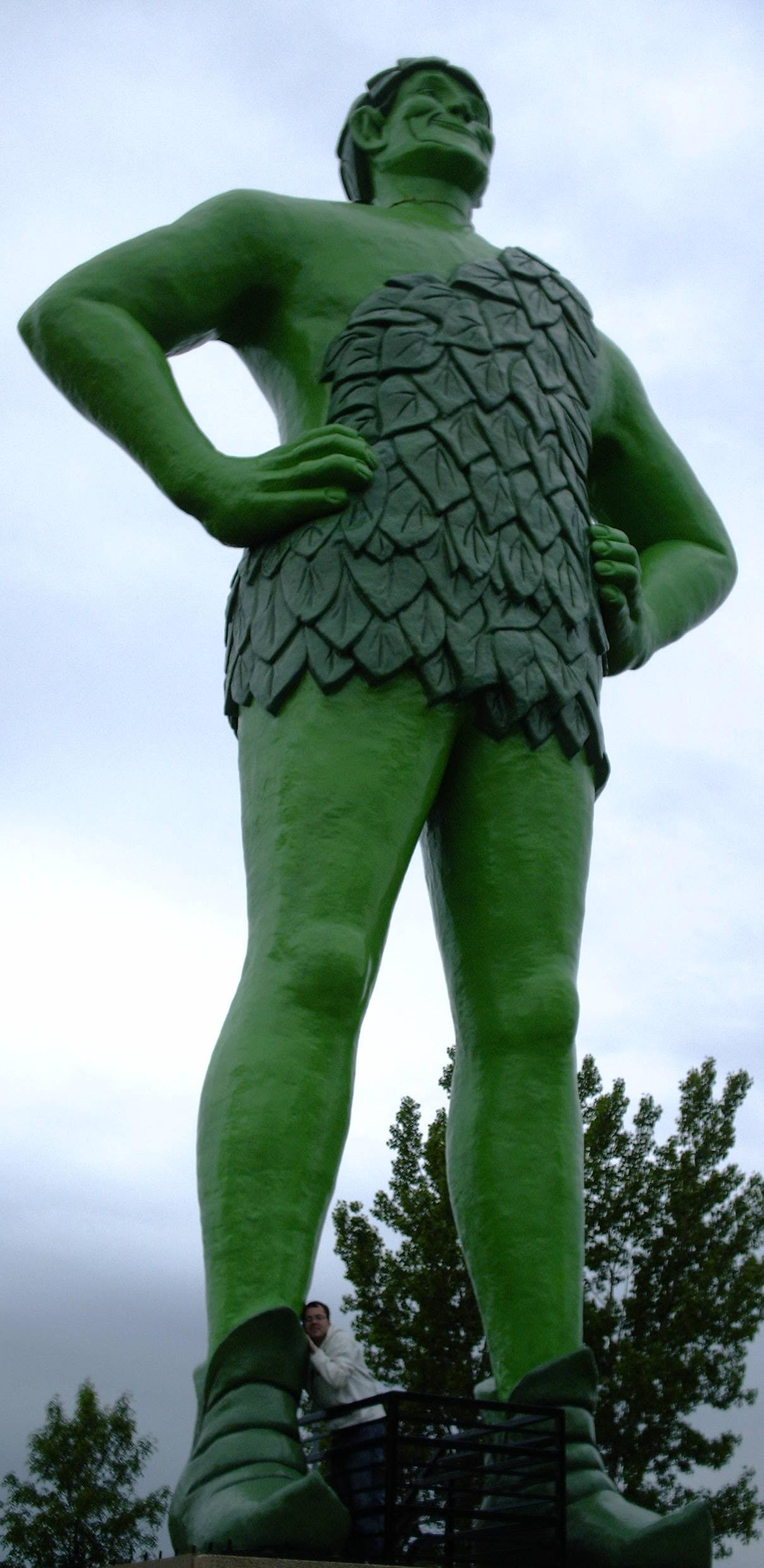
The Jolly Green Giant, maskot för livsmedelsföretaget Green Giant.

Blue Earth är administrativ huvudort i Faribault County i Minnesota. Enligt 2010 års folkräkning hade Blue Earth 3 353 invånare. En av ortens främsta sevärdheter är statyn som föreställer en grön jätte, The Jolly Green Giant.